# Ferdinand Deda
Ferdinand Deda (ur. 5 lutego 1941 w Peqinie, zm. 22 sierpnia 2003 w Stambule) – albański dyrygent i kompozytor.

## Życiorys
Po ukończeniu nauki w szkole artystycznej Jordan Misja w Tiranie uczył muzyki w szkole w Gjirokastrze. W 1960 wyjechał do Pragi na studia w tamtejszym konserwatorium. Wskutek pogorszenia stosunków albańsko-czechosłowackich w 1961 powrócił do kraju. Studia dokończył w 1966 na wydziale muzyki Instytutu Sztuk w Tiranie. Po studiach rozpoczął współpracę z orkiestrą Albańskiego Radia i Telewizji jako dyrygent, a także z orkiestrą stołecznego Teatru Opery i Baletu. Zainicjował cykl wiosennych koncertów symfonicznych, transmitowanych przez telewizję. Był kompozytorem do kilku filmów fabularnych i animowanych. W 95 filmach fabularnych, wyprodukowanych przez Studio Filmowe Nowa Albania, Ferdinand Deda dyrygował orkiestrą wykonującą muzykę do filmu.
Wraz z orkiestrą symfoniczną Albańskiego Radia i Telewizji odbył ponad 300 koncertów, w tym także poza granicami Albanii (Włochy, Grecja, Turcja). W dorobku kompozytorskim Dedy znajduje się kilkadziesiąt utworów orkiestrowych, w tym trzy tańce symfoniczne, koncert na klarnet i orkiestrę, a także utwory na skrzypce i wiolonczelę. Komponował także piosenki dla dzieci i pisał teksty piosenek.
W latach 1991–1992 odbył specjalistyczny staż we Włoszech. Za swoją działalność otrzymał w 1997 od władz Albanii tytuły Zasłużonego Artysty (alb. Artist i Merituar) i Wielkiego Mistrza (Mjeshter i Madh). W 2017 został odznaczony Orderem Nderi i Kombit (Honor Narodu).
Zmarł w szpitalu w Stambule.

## Muzyka filmowa
- 1976: Pika e ujit
- 1977: Cirku në fshat
- 1978: MI-RE-LA
- 1983: Zambakët e bardhë